# Marko Tarvonen
Marko Tarvonen (født 21. marts 1978) er en finsk musiker, som spiller trommer i folk metal-bandet Moonsorrow. Han blev rekrutteret, da bandet mente, at det var på tide at få en rigtig trommeslager frem for en trommemaskine, efter de havde skrevet kontrakt med Plasmatica Records. Udover at være medlem af Moonsorrow spiller han også i bandet Pink Projector.